# Giuseppe Celle
Giuseppe Celle (Genova, 13 novembre 1863 – Genova, 3 luglio 1924) è stato un ingegnere, urbanista e architetto italiano.

## Biografia
Laureatosi a Torino nel 1887 fu allievo di Cesare Gamba per due anni. Iniziò la sua attività professionale assieme al fratello nel 1863 come impresa F.lli Celle. Inserito nell'annuario Genovese alla voce appaltatori opere pubbliche aveva il suo studio in via Galata 26 a Genova.
Personaggio molto noto ed amato a Genova e in riviera come costruttore geniale, oltre che nell'ambiente professionale anche in tutte le classi della cittadinanza per la sua profonda empatia.
Il 20 settembre 1918 fu nominato Commendatore della Corona d'Italia.
Fu nominato anche Grande Ufficiale della Corona d'Italia il 3 dicembre 1923 durante l'inaugurazione dell'Ospedale San Martino di Genova dal Principe di Piemonte Umberto di Savoia.
Fu membro della Commissione Edilizia del Municipio di Genova, membro del Consiglio Sanitario Provinciale e Presidente dell'Infanzia Abbandonata.

## Lavori
A seguito delle tensioni con la Francia, fu progettista e costruttore, assieme al fratello Nicolò, del Forte Monte Croce, demolito negli anni sessanta e del Forte Casale Erselli, entrambi costruiti nel 1888 per proteggere le neo nascenti zone industriali di Cornigliano e la protezione di Voltri.
Costruì l'Istituto delle Giannelline di Chiavari.
Una delle sue opere più belle fu la cappella gentilizia in stile bizantino eretta presso l'Asilo e ricovero Tenente Angelo Campodonico a Granarolo.
Progettò e costruì la strada provinciale Brizzolara ora conosciuta come Strada statale 586 della Valle dell'Aveto.
Ristrutturazione e sistemazione del Palazzo Pallavicini-Cambiaso e sede del Banco di Napoli.
Consolidò la famosa frana di Corso Firenze a Genova.
Costruì diversi caseggiati lungo via XX Settembre, via Frugoni, via Casaregis e via Tommaso Ivrea a Genova.
Edificò anche le Officine Elettro-Meccaniche di Rivarolo Ligure.
Fu il progettista e costruttore dell'Ospedale di San Martino di Genova. Fu eclettico e molto innovativo per il suo tempo. Per progettare il nuovo ospedale, l'ingegner Celle fece un tour europeo in Francia, Germania, Austria, Svizzera ed Inghilterra per studiare le città della salute, come venivano chiamate una volta, per poter desumere quale fosse la migliore scelta da fare in fase progettazione. L'idea innovativa, prima in Italia a Genova, fu quella di concentrare tutte le diverse discipline in un'unica area ospedaliera. Nel 1903 viene istituita una commissione tecnica dalla giunta comunale per scegliere il miglior progetto ed il 5 giugno del 1906 anno viene scelto il progetto Caritas dell'ingegnere Giuseppe Celle che firma il progetto esecutivo. Il progetto prevedeva la costruzione di un ospedale che potesse ospitare 1200 degenti in 16 padiglioni.
Eseguì assieme a suo fratello Nicolò, i principali lavori di sbancamento, muratura, intonacatura esterna ed interna e decorazione delle facciate, tra il 1907 ed il 1909; per la costruzione del Grand Hotel Miramare a Genova.
Tra il 1910 ed il 1912 fu memebro della Commissione per la predisposizione del piano regolatore della città di La Spezia in Liguria.
Ristrutturazione nel 1915 del Palazzo Cattaneo Della Volta di Genova.
Per la sua innovazione è stata conferita la Medaglia alla memoria dal Comune di Genova nelle celebrazioni per la giornata di Genova e di Colombo e del centenario dell'Ospedale San Martino.
Fu, assieme all'Archietetto Piero Barbieri, l'ingegnere dell'Hotel Colombia Excelsior a Genova.
È stata intitolata una scalinata all'Ing. Giuseppe Celle nel comune di Genova nel quartiere di San Martino, vicina all'Ospedale San Martino ed alla Facoltà di Farmacia dell'Università di Genova, la scalinata collega via G. Torti a Corso A. Gastaldi.
All'interno dell'Ospedale San Martino di Genova vi è un'epigrafe: